# Eleição municipal de Palhoça em 2012
A Eleição municipal de Palhoça em 2012 ocorreu no dia 7 de outubro para a escolha, por parte da população eleitora (92.871 de pessoas), de 1 (um) prefeito, 1 (um) vice-prefeito e de 11 (onze) vereadores. Teve como resultado a eleição à prefeitura da chapa composta por Camilo Martins (PSD) e seu vice Nilson (PSD), com 58,26% dos votos (um total de 24.260 votos).

## Polêmica
Nas eleições municipais para prefeito, em 2012, o candidato Ivon de Souza, apesar de ter vencido a votação popular, não pode assumir o cargo. Vítima de fraude eleitoral, como concluiu o inquérito da Polícia Civil de Palhoça, Ivon de Souza teve o registro de candidatura indeferido. 
Induzido a erro pelos documentos fraudados, o TRE-SC diplomou o segundo lugar nas eleições, Camilo Martins (PSD) para assumir o cargo de prefeito no mandato 2013-2016. A decisão do Tribunal demorou meses para sair. Neste período de indefinição, a governança do município ficou a cargo do presidente da câmara de vereadores, Nirdo Luz (Pitanta).

## Candidatos a prefeito
| Nº | Candidato      | Partido | Vice             | Partido | Coligação |
| -- | -------------- | ------- | ---------------- | ------- | --- |
| 15 | Ari Leonel     | PMDB    | Padre Sandro     | PT      | Bom para o Brasil, bom para Palhoça Partido dos Trabalhadores (PT) Partido do Movimento Democrático Brasileiro (PMDB) Democratas (DEM) |
| 55 | Camilo Martins | PSD     | Nilson           | PSD     | Palhoça de Todos Partido Social Democrático (PSD) Partido Democrático Trabalhista (PDT) Partido Verde (PV) Partido Progressista (PP) Partido Renovador Trabalhista Brasileiro (PRTB) Partido Social Democrata Cristão (PSDC) Partido Republicano Brasileiro (PRB) |
| 45 | Ivon de Souza  | PSDB    | Eduardo de Souza | PTB     | Palhoça tem jeito com honestidade e respeito Partido Trabalhista Brasileiro (PTB) Partido Social Liberal (PSL) Partido Trabalhista Nacional (PTN) Partido Social Cristão (PSC) Partido Popular Socialista (PPS) Partido da Mobilização Nacional (PMN) Partido da Social Democracia Brasileira (PSDB) Partido Comunista do Brasil (PCdoB) Partido Trabalhista do Brasil (PTdoB) |

## Resultados

### Prefeito
| Candidato              | Vice                   | 1º Turno 7 de outubro de 2012 | 1º Turno 7 de outubro de 2012 |
| Candidato              | Vice                   | Votação                       | Votação                       |
|                        |                        | Porcentagem                   | Total                         |
| ---------------------- | ---------------------- | ----------------------------- | ----------------------------- |
| Camilo Martins (PSD)   | Nilson (PSD)           | 58,26%                        | 24.260                        |
| Ari Leonel (PMDB)      | Padre Sandro (PT)      | 41,74%                        | 17.378                        |
| Ivon de Souza (PSDB)   | Eduardo de Souza (PTB) | 0,00%                         | 0                             |
| Total de votos válidos | Total de votos válidos | 51,19%                        | 41.638                        |
| Votos em branco        | Votos em branco        | 5,96%                         | 4.844                         |
| Votos nulos            | Votos nulos            | 42,85%                        | 34.852                        |
| Total                  | Total                  | 100%                          | 81.334                        |
| Abstenções             | Abstenções             | 12,42%                        | 11.537                        |
| Votos apurados         | Votos apurados         | 100,00%                       | 81.334                        |
| Total de eleitores     | Total de eleitores     | 100,00%                       | 92.871                        |

### Vereador
| Candidato        | Partido | Porcentagem | Total |
| ---------------- | ------- | ----------- | ----- |
| Adelino Keka     | PMDB    | 3,78%       | 2.779 |
| Fabinho Coelho   | PDT     | 3,45%       | 2.534 |
| Pitanta          | DEM     | 3,33%       | 2.449 |
| Brant            | PMDB    | 3,12%       | 2.291 |
| Zunga            | PSD     | 3,10%       | 2.281 |
| Tavinho          | PSD     | 2,94%       | 2.158 |
| Neném do Bertilo | PDT     | 2,61%       | 1.920 |
| Nelsinho Martins | PSDB    | 2,29%       | 1.682 |
| Reni             | PSDB    | 2,20%       | 1.614 |
| Zana             | PSDB    | 1,93%       | 1.417 |
| Banha            | PP      | 1,08%       | 790   |

| Votos válidos   | Votos válidos   | 73.467 | 90,33% |
| Votos nulos     | Votos nulos     | 3.450  | 4,24%  |
| Votos em branco | Votos em branco | 4.417  | 5,43%  |
| --------------- | --------------- | ------ | ------ |